# Matebeleng
Matebeleng is een dorp in het district Kgatleng in Botswana. De plaats telt 2196 inwoners (2011).